# NGC 3960
NGC 3960 (другие обозначения — OCL 861, ESO 170-SC14) — рассеянное скопление в созвездии Центавр.
Этот объект входит в число перечисленных в оригинальной редакции «Нового общего каталога».
Возраст скопления составляет приблизительно 1,1 млрд лет. Центр NGC 3960 находится в продвинутом динамическом состоянии, в нём наблюдается сильная сегрегация массы.